# Złotówka
Złotówka [pronunciación en polaco: /zwɔˈtufka/] (en alemán: Goldene Gans) es un pueblo ubicado en el distrito administrativo de Gmina Lubsza, dentro del Distrito de Brzeg, Voivodato de Opole, en el suroeste de Polonia. Se encuentra aproximadamente a 5 kilómetros al sureste de Lubsza, a 6 kilómetros al este de Brzeg, y a 37 kilómetros al noroeste de la capital regional Opole.  Antes de 1945, el área fue parte de Alemania.
El nombre es también una denominación coloquial de la moneda polaca de un zloty.